# Рекейшу, Носса-Сеньора-де-Фатіма і Наріш
Реке́йшу, Но́сса-Сеньо́ра-де-Фа́тіма і Нарі́ш (порт. Requeixo, Nossa Senhora de Fátima e Nariz; МФА: [ʁɨ.ˈkɐj.ʃu, ˈno.sɐ sɐ.ˈɲo.ɾɐ dɨ ˈfa.ti.mɐ i nɐ.ˈɾiʃ]) — парафія в Португалії, в муніципалітеті Авейру. Складова округу Авейру.  Входить до регіону Центр. За старим адміністративним поділом, що був чинним до 1976 року, територія парафії належала провінції Берегова Бейра. Заснована 28 січня 2013 року. Площа парафії — 32,32 км², населення — 4564 ос. (2011), густота населення — 141,21 осіб/км²
.  Поштовий індекс — 3810. Код  — 010516.
```
Сформована із колишніх парафій 
Рекейшу
, 
Носса-Сеньора-де-Фатіма
 та 
Наріш
.
```

## Назва
- Реке́йшу, Но́сса-Сеньо́ра-де-Фа́тіма і Нарі́ш (порт. Requeixo, Nossa Senhora de Fátima e Nariz) — скорочена назва.
- Сою́з пара́фій Реке́йшу, Но́сса-Сеньо́ра-де-Фа́тіма і Нарі́ш (порт. União das Freguesias de Requeixo, Nossa Senhora de Fátima e Nariz) — офіційна назва.

## Географія

Авейру (2013)
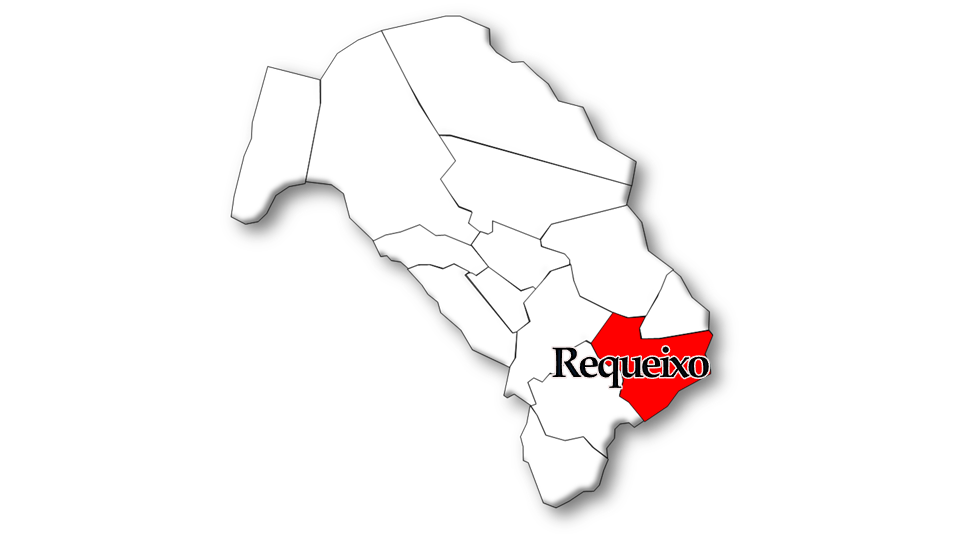
Рекейшу
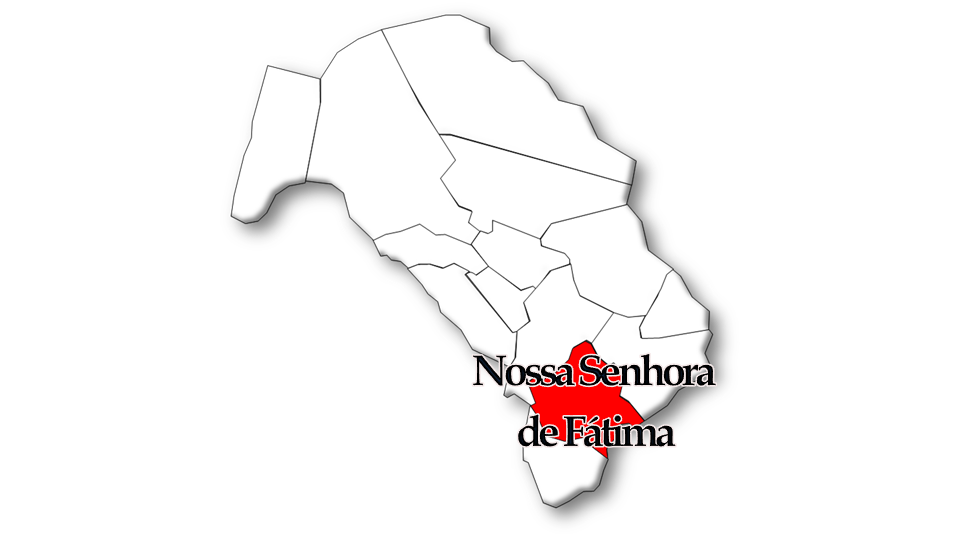
Носса-Сеньора-де-Фатіма
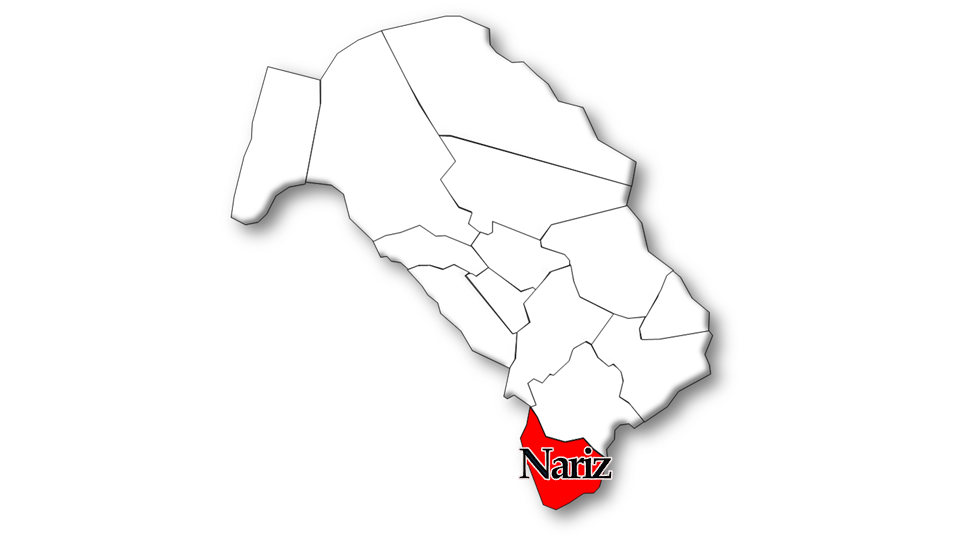
Наріш